# Juha Ahokas
Pour les articles homonymes, voir Ahokas.
Juha Matti Ahokas (né le 18 septembre 1969 à Kokkola) est un lutteur finlandais, spécialiste de lutte gréco-romaine, dans la catégorie super-lourds.
Il a emporté 30 titres nationaux, quatre médailles lors des Championnats d'Europe et a représenté la Finlande a quatre reprises lors des Jeux olympiques (en 1988, 1992, 1996 et 2004).